# Construction en terre
La construction en terre désigne les techniques et réalisations de la construction en terre.

## Matériaux

### Terre crue

#### Béton de terre
Les matériaux de base d'un béton de terre sont : argile (l'argile la plus pure est le kaolin), sable, gravier, eau. Grâce à sa cohésion interne, l'argile joue le rôle de liant, le gravier et le sable sont le squelette interne, l'eau est le lubrifiant. 
L'argile, qui est susceptible de présenter des variations de volume en cas de modification de la teneur en eau peut être stabilisée par adjonction de ciment Portland, chaux, laitier, d'armatures végétales (paille sèche coupée, chanvre, sisal, fibres de feuilles de palmier, copeaux de bois, écorces, etc.), par adjonction d'asphalte, d'huile de coco, etc., pour assurer l'imperméabilisation, par traitement chimique (chaux, urine de bestiaux, etc.), géopolymérisation, etc..
Le béton de terre est composé:
| d'argile   | environ 20 % à+-5 %       |
| de sable   | 2 à 5 %                   |
| de gravier | 45 % à 70 %               |
| d'eau      | environ 10 % du poids sec |

Le béton de terre est mis en œuvre dans les techniques de torchis (mis en œuvre sur pan de bois et clayonnage ou dans la technique du pisé), de la bauge, de brique de terre crue (ou adobe), dans les briques moulées mécaniquement, etc.
La dénomination « béton naturel » peut se rapporter au fait que le béton de terre ne comporte que des ingrédients naturels.
La dénomination « Terre-argile » est une expression plus ésotérique qui désigne la terre argileuse dans ses diverses utilisations, médicinales également.

### Terre cuite
La terre cuite se trouve:
- dans des applications de brique de terre cuite, de bloc de terre cuite et de tuile de terre cuite.
- dans les faïences (utilisées en revêtement mural), grès cérame (utilisé dans les revêtements de sol sollicités chimiquement et les canalisations sanitaires), porcelaines (peu utilisées en construction) et les plaques céramique.
- L'argile expansée est utilisée dans des bétons légers ou isolant, ou comme matériau isolant pour les soubassements.

## Typologie complète
Il y a lieu de distinguer,, :

### Pour les sols
- Terrassement -  Le travail consistant à déplacer des quantités importantes de matériaux (sols, roches, sous-produits...) dans divers buts. Le remaniement des terrains naturels entraîne une modification généralement définitive de la topographie et du paysage, en créant des ouvrages en terre soit en remblai soit en déblai.
- Tranchée - Une excavation longue et étroite pratiquée dans le sol.
- Terre battue.

### Pour les planchers
- Entrevous en terre cuite.
- Dalles carreaux et carrelages en terre cuite ou en faïence.
- Isolation sous dalle en argile expansée.

### Pour les murs
- De manière générale : mortier de terre, béton de terre et enduit de terre.
- Les écrans de matières minérales autoporteurs et porteurs :
  - Obstacles de terre damée - Couches successives damées de terre extraite par creusement.
  - Obstacles de mottes d'herbe - On parle plus de talus ou de murs bocagers.
  - Les murs de mottes d'herbe, Sod (en), qui seront utilisés dans des abris temporaires en Angleterre et aux États-Unis.
  - Murs de terre damée ou bauge - Couches successives de torchis damées sans ossature.
  - Le torchis sur clayonnage ou pan de bois - réalisé par emplissage de terre crue stabilisée par de la paille coupée, des brindilles ou des bouses animales, le torchis, sur une ossature en bois ou pan de bois. Cette technique est aussi appelée anciennement bousillage.
  - Le torchis pisé - Mur de terre banchée, utilisant le même matériau, le torchis, mais ici compacté avec un pisoir ou pison, sorte de masse de bois, entre des banches : le pisé est un béton de terre coffré ;
  - Les murs de brique de terre crue modelées confectionnées à la main, appelées aussi adobe, et leur parent pauvre, les boules de terre ;
  - Les murs de brique de terre crue moulées mécaniquement, dont les briques de terre compressée ;
  - Les murs de brique en terre cuite.
- Les écrans de matières minérales portés, placés sur des ossatures :
  - enduits à base d'argile ;
  - tuiles en terre cuite accrochées via des agrafe, clous, sur un lattage ou un voligeage.

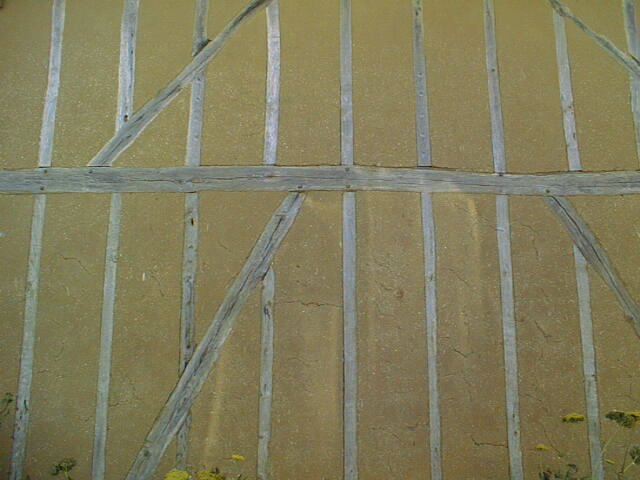
Mur à pan de bois et torchis.
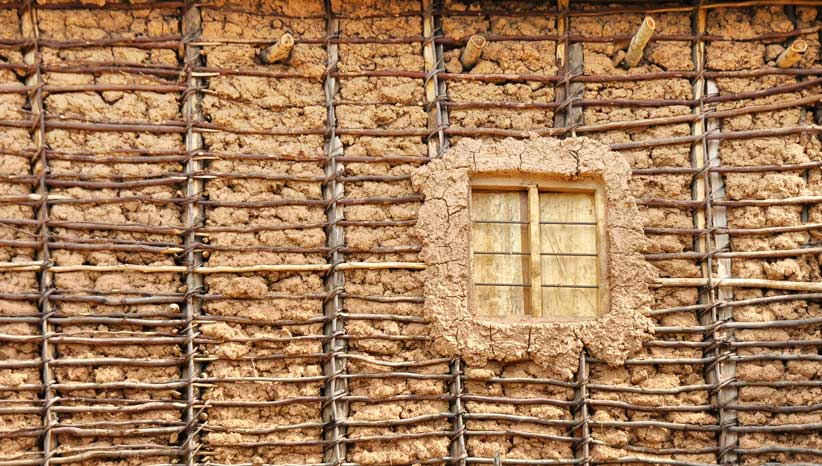
Mur à clayonnage et torchis (Tanzanie).
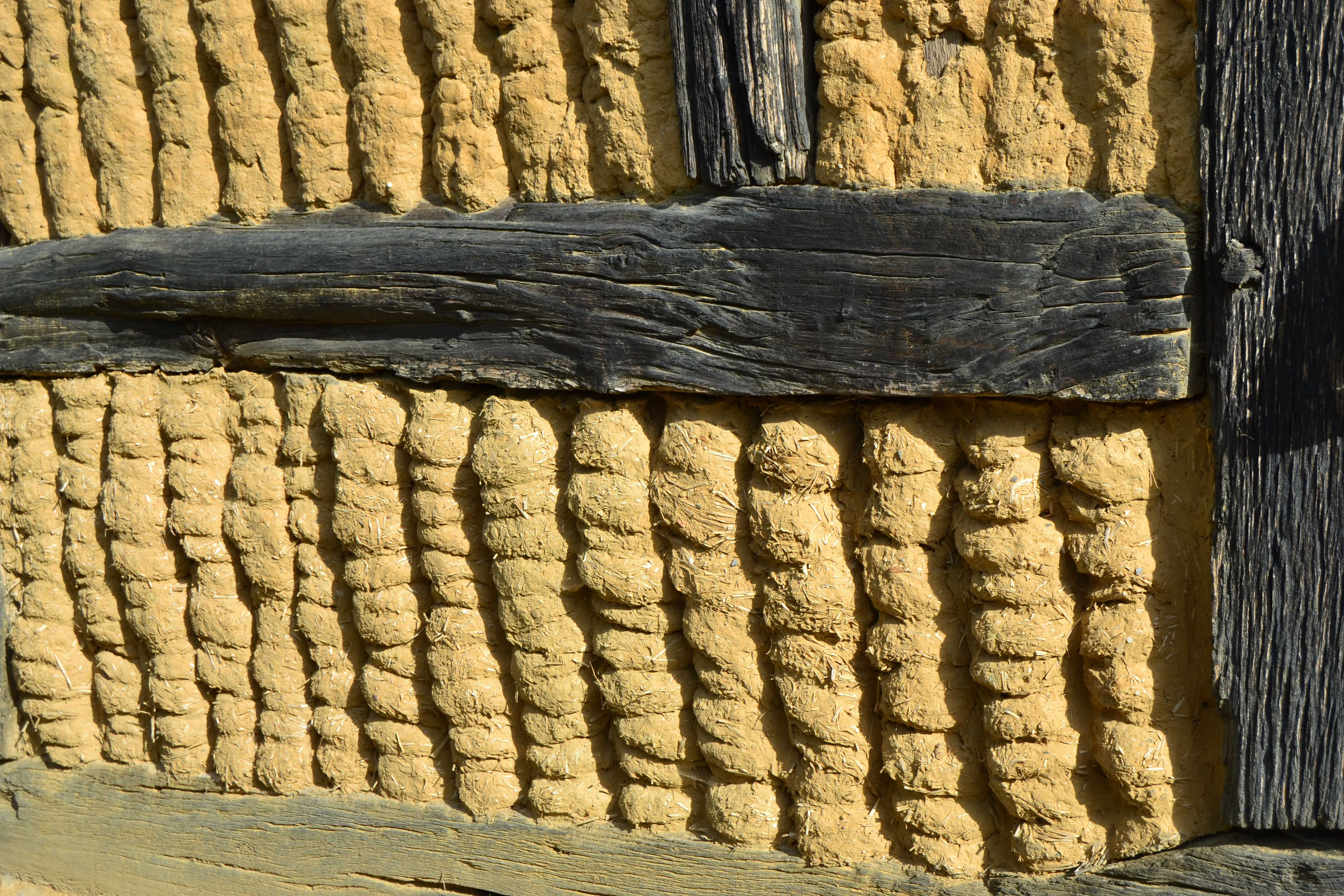
Torchis façonné en boule.
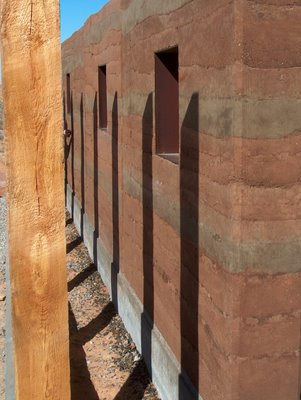
Mur en pisé.
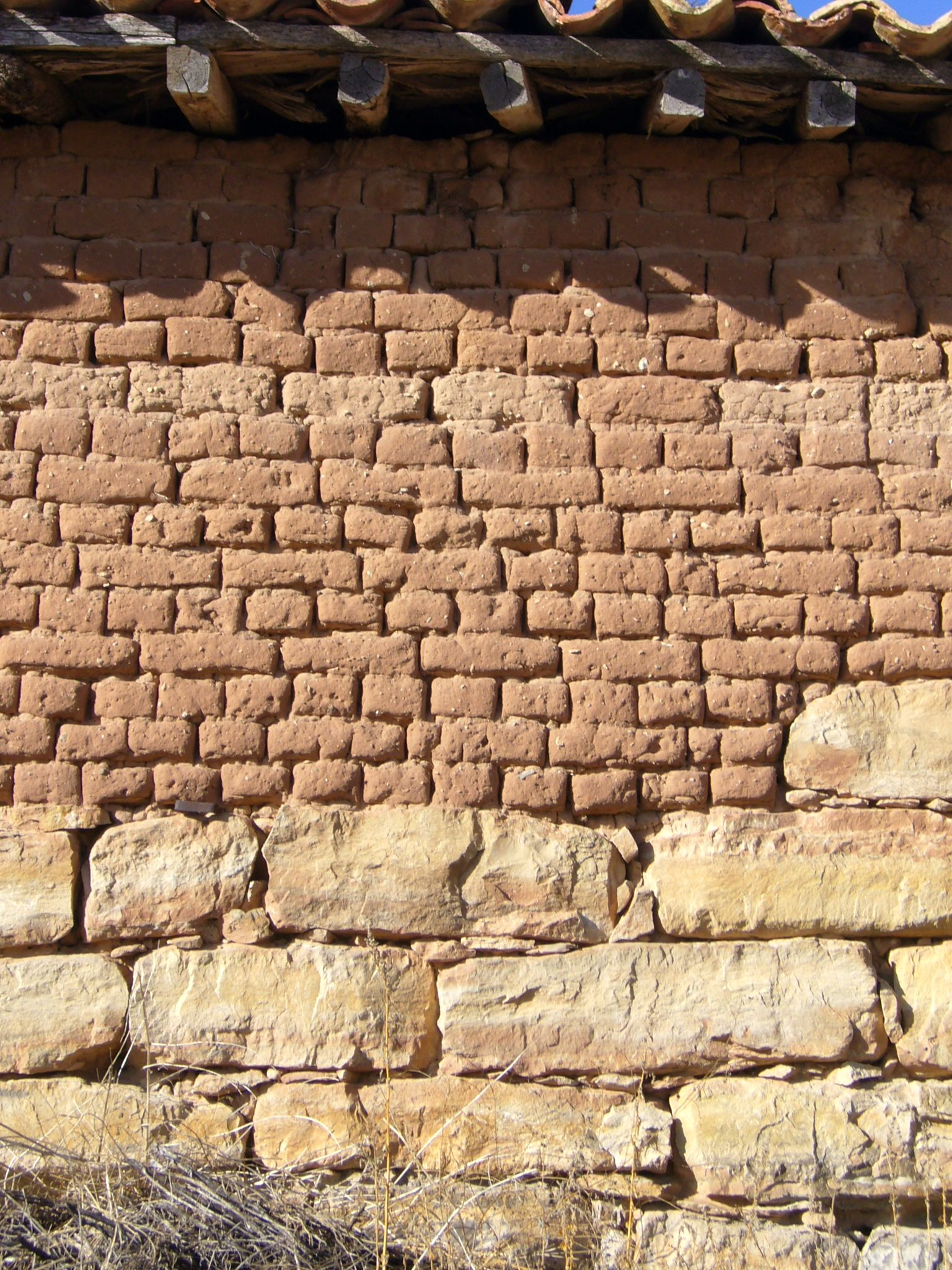
Mur en adobe sur basement en pierre (Burgos, Espagne).
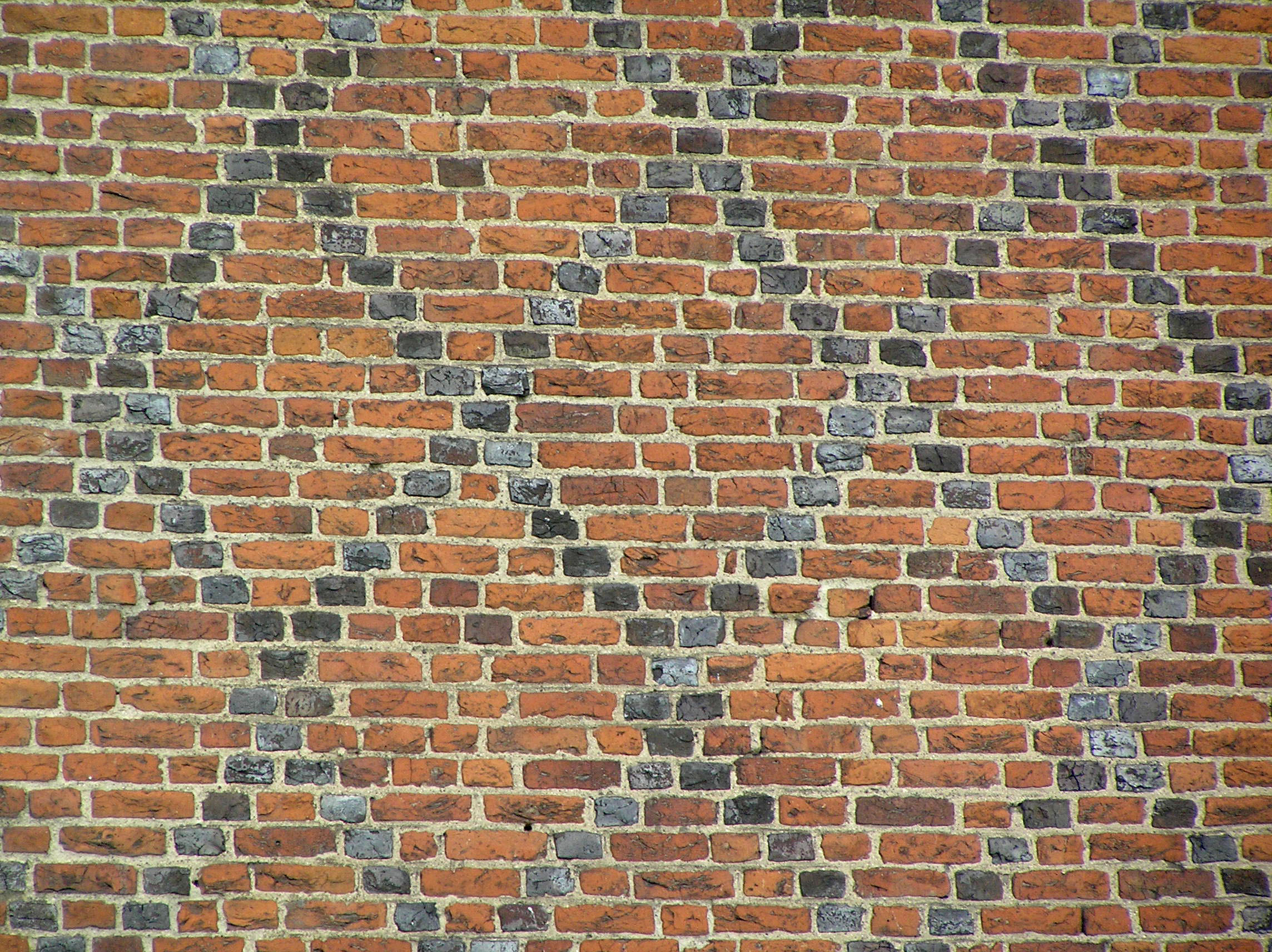
Mur en briques jouant sur une polychromie.

### Pour les toits

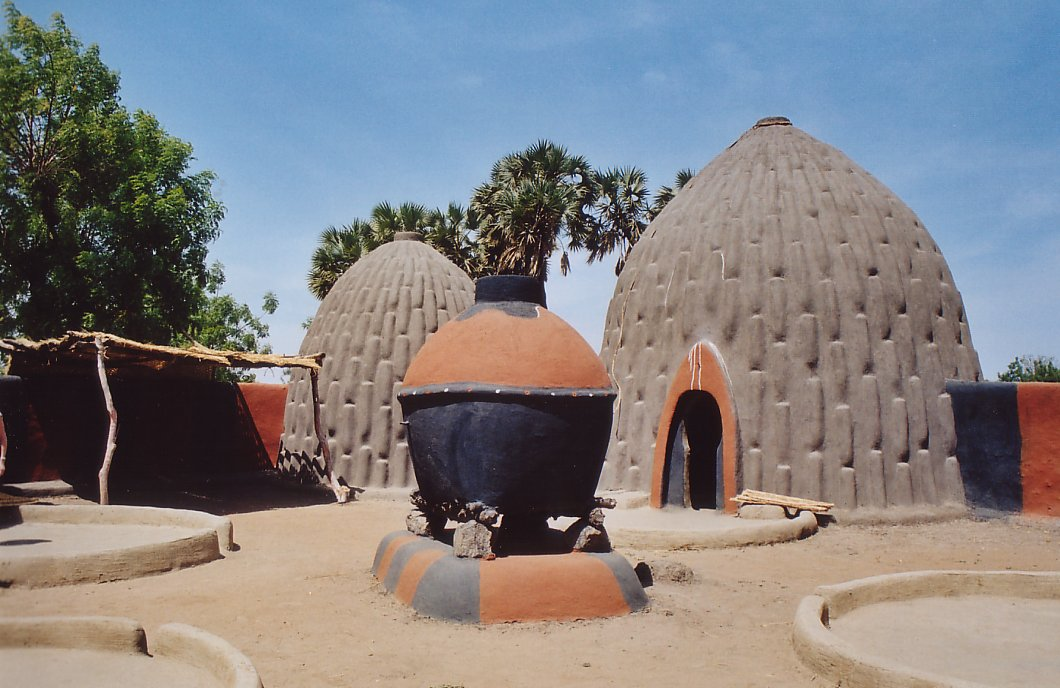
Des « maisons obus » au Cameroun

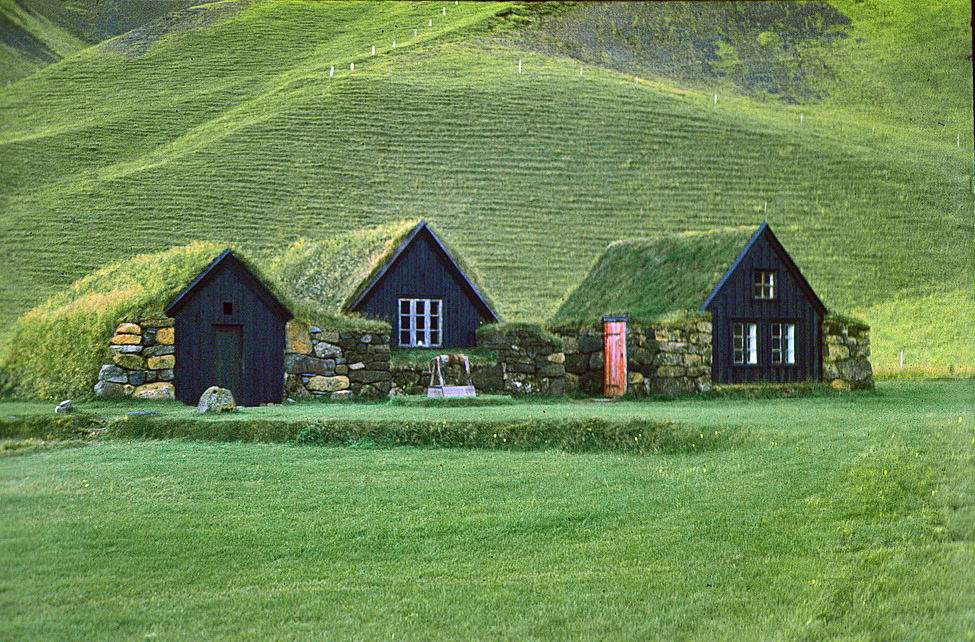
Toiture végétale

- tuiles en terre cuite accrochées via des agrafes, clous, sur un lattage ou un voligeage.
- Toiture végétale
- Voûte nubienne

### Ornementation
- Faïences collées en intérieur.

## Histoire
Le bois, le feuillage et les peaux d'animaux furent les premiers constituants de l'architecture naissante des pays tempérés. Pour les régions du globe où la végétation est rare, ainsi pour la plupart des rivages méditerranéens, ce fut l'argile qui fut le matériau le plus utilisé. Il est intéressant de retrouver ensuite l'argile et le bois associés, dans une architecture plus mûre, constituant les structures dites à maison à pans de bois.

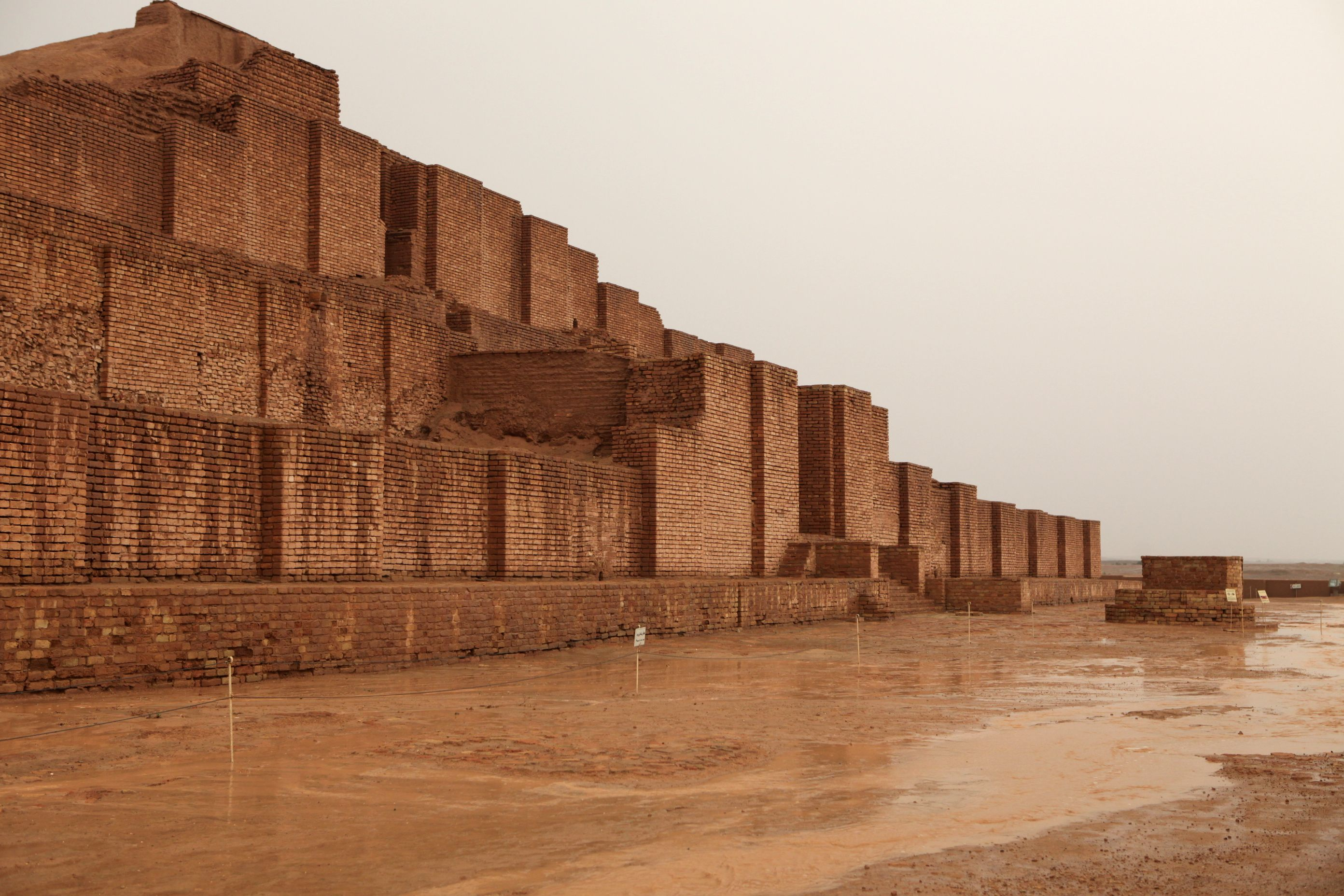
Tchoga Zanbil Ziggurat 1. Province du Khouzestan en Iran

Les premières cités découvertes dans l'ancienne Mésopotamie étaient construites en terre crue, avant même l'invention de l'écriture. Malheureusement ce matériau se dégrade plus rapidement que la pierre, et il existe donc peu de vestiges aussi marquants que les pyramides d'Égypte. Ainsi le Moyen-Orient et l'Asie centrale comptent de nombreux sites exceptionnels tels que Tchoga Zanbil (Iran), Mari (Syrie), Shibam (Yémen) ou Merv (Turkménistan).
Beaucoup de techniques utilisées dans les temps anciens se retrouvent encore pratiquées en France au XVIIIe siècle et jusqu'à nos jours : le torchis, la bauge, le pisé, les briques en terre crue (adobe).

### Construction rurale et agricole en France auXIXesiècle
En France, en 1825, on  ne peut que s'insurger « contre le mauvais état des bâtiments ruraux et les vices de leur construction. Les réflexions qu'il applique au département de la Seine-Inférieure, sont malheureusement communes à toute la France, et particulièrement aux provinces du centre, où l'on voit pêle-mêle entassés dans le même trou, hommes, femmes, enfants et animaux de toutes espèces . » Plusieurs moyens président pour construire un bâtiment rural :

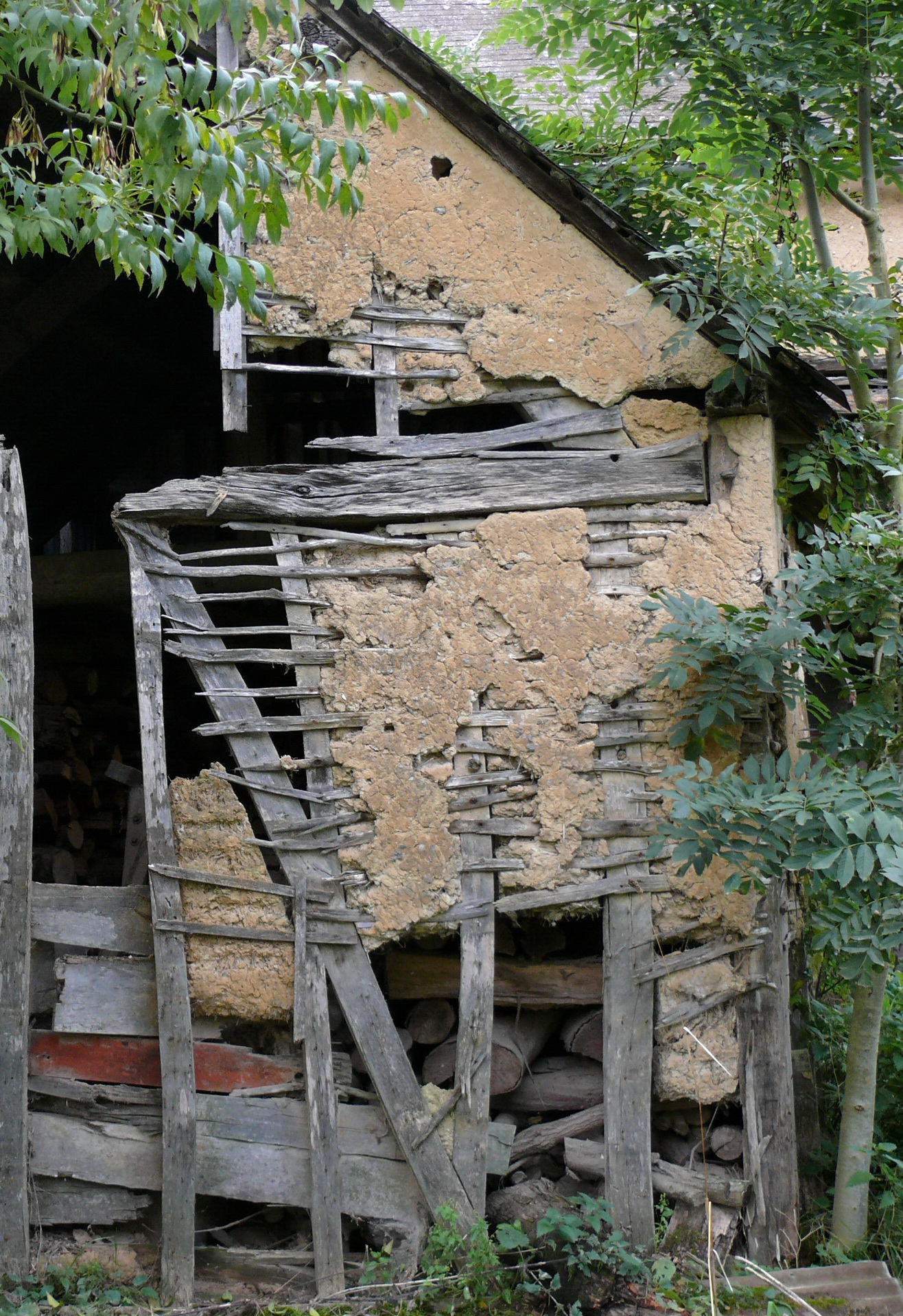
Vestige d'une ferme picarde (France), montrant la mise en œuvre du torchis.

- beaucoup de bâtiment sont construits en torchis, qui consistent en une charpente dont les interstices sont remplis avec de la terre argileuse mêlée de foin ou de paille. Ils présentent plusieurs désavantages dont celui d'être dispendieux en bois.
- avec du caillou silex, ou avec du bloc marneux posé en mortier de chaux et sable, ou simplement avec de la poudre marneuse délayée à consistance de mortier : les rives de la Seine ne sont bordées que d'habitations construites avec des blocs de marne ; les encoignures sont consolidées avec de petites pierres ou gros blocs, provenant de la même carrière. On rencontre rarement dans ces constructions l'emploi de la brique qui est très-coûteux.

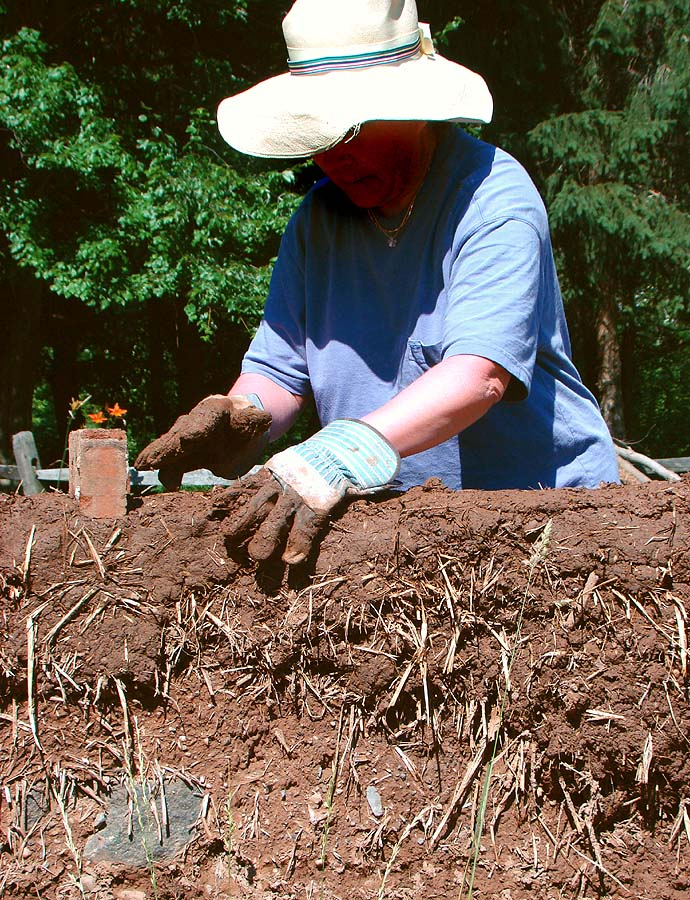
Bauge

- avec de la bauge montée par assises de dix-huit pouces de hauteur, sur une base en caillou et mortier: en Picardie et en Champagne une grande quantité de maisons sont bâties de bauge ou terre d'argile, mêlée de paille, construction qui a l'avantage de réserver le bois pour les ouvrages où son emploi est indispensable. Un bâtiment élevé en terre bien pétrie, sur une épaisseur convenable, et isolé du sol d'environ trois pieds, au moyen d'une base en caillou ou bloc posé en mortier, présente beaucoup de solidité et surtout d'économie. Il ne manque à ces bâtiments que des dimensions mieux calculées, et des distributions plus commodes, et lorsqu'ils sont attaqués par un incendie le toit et la charpente disparaissent, mais les quatre murs restent souvent intacts et dans leur parfait aplomb. La construction en bauge, pour les bâtiments ruraux, est donc préférable, sous tous les rapports, à celle que l'on fait en torchis, parce qu'elle est plus saine et moins dispendieuse.

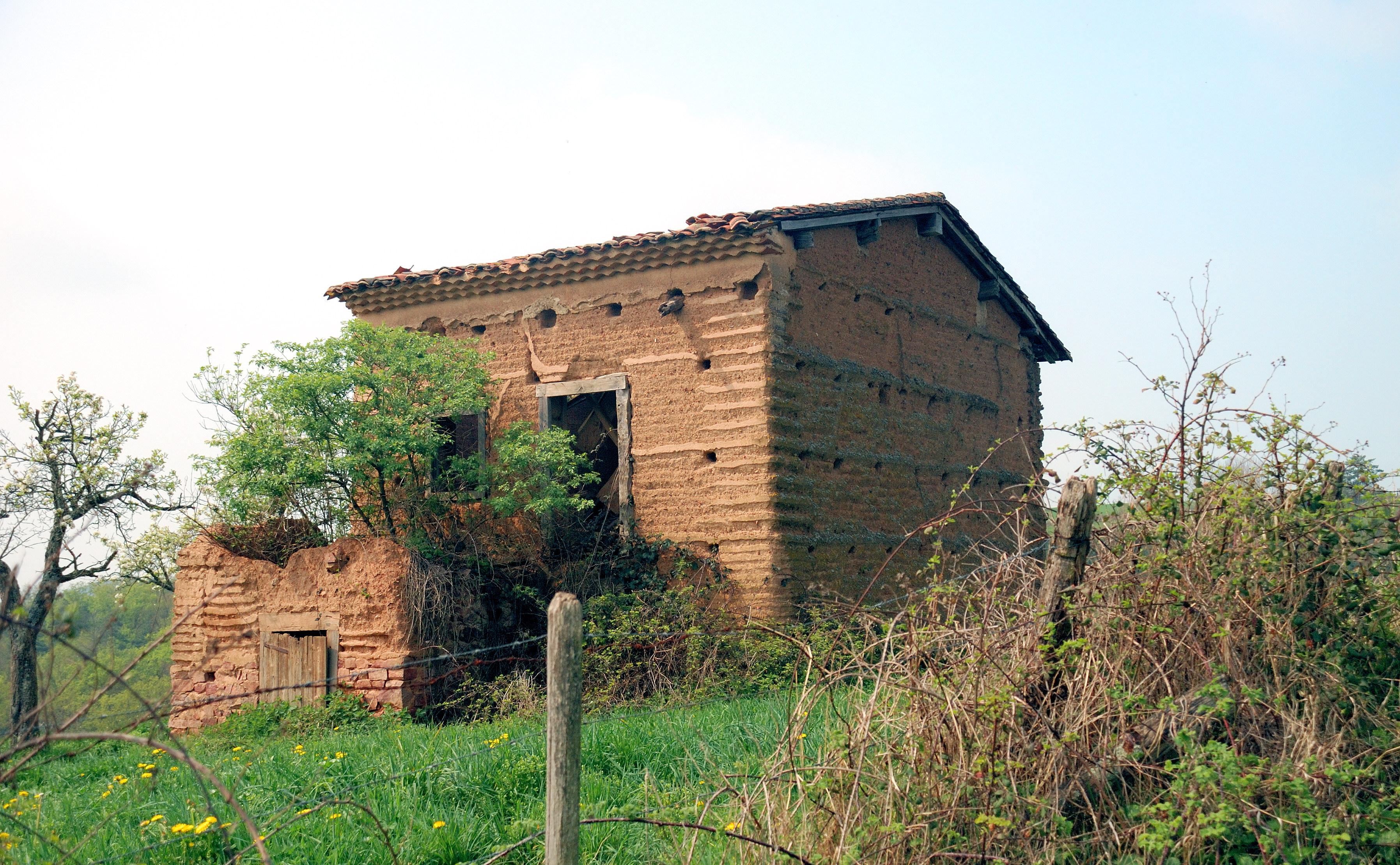
Maison en pisé dans le hameau de Loure (commune de Sermentizon, France).

- avec de la terre sèche battue au pisoir, sur une base en caillou : l'architecte François Cointeraux (1740-1830), auteur d'un ouvrage sur la construction des maisons rurales en terre[5], a fait élever, aux environs de Paris, beaucoup de bâtiments en terre sèche, battue avec une masse qu'il appelle usoir. On élève une base en caillou et mortier avec des chaînes de brique, jusqu'à une hauteur de 3 pieds au-dessus du sol, sur une épaisseur de vingt à vingt-deux pouces. Sur cette base on pose deux tables de dix pieds de longueur et de deux pieds et demi de large; ces tables, posées sur leur champ, sont écartées l'une de l'autre de dix-huit à vingt pouces, qui est la dimension convenable pour l'épaisseur d'un mur en terre; leur aplomb est entretenu au moyen de poteaux et de traverses liées ensemble avec des coins et des cordes. Ces tables, ainsi disposées, forment les deux côtés d'un caisson dans lequel on verse de la terre sèche, qui d'abord est pétrie avec le pied, puis avec une masse en bois, appelée pisoir. Le caisson rempli de terre ainsi battue, se détache facilement et offre une portion de mur très-uni, de dix pieds de long et de deux pieds et demi de haut, pour laquelle on a employé trois ouvriers qui ont travaillé pendant trois heures au plus. Ces tables sont ensuite reportées sur une autre partie du bâtiment, pour faire une portion de mur de même dimension que la première, et ainsi de suite autour du bâtiment à construire. Ce genre de construction, qui me parait préférable à la bauge, peut être employé avec avantage pour faire un bâtiment rural, un logement de fermier, et une maison de maître, quelles que soient ses dimensions et son importance.

Le pisé exigeant de la terre sèche peut être exécuté sans interruption ; la bauge, au contraire, qui nécessite une grande quantité d'eau, ne peut être exécutée que par assises de dix-huit pouces de hauteur, qu'il faut laisser sécher avant d'en faire une autre, afin de lui donner la consistance nécessaire pour soutenir le fardeau d'une assise. Enfin, le bâtiment en bauge, clos et couvert, doit être bien sec avant d'être habité sans danger, ce qui n'a pas lieu avec le pisé, qui, étant très sec, peut être habité de suite.
- avec des briques desséchées au soleil et posées avec un mortier d'argile, à la manière adoptée en Lorraine : l'exécution facile et peu coûteuse. On laboure en plusieurs sens une portion de terre dont la surface est calculée en raison de la dimension du bâtiment à construire ; on bat avec une masse cette portion de terre et la forme en surface unie ; puis, avec des règles et un tranchant, on coupe cette terre battue en lignes droites, espacées de 8 à 9 pouces, et par d'autres transversales de quatre à cinq pouces de distance. Tous ces carreaux ainsi tracés présentent un champ couvert de briques. On laisse cette terre bien sécher et prendre le plus de consistance possible, et, après un temps convenable, on enlève chaque carreau qui, lui, présente la forme d'une brique qui a deux pouces environ d'épaisseur. C'est avec de pareilles briques qu'on élève le bâtiment, en posant chaque assise, à la manière ordinaire, sur un lit de la même terre délayée en consistance de mortier.

### Période contemporaine, dans le monde

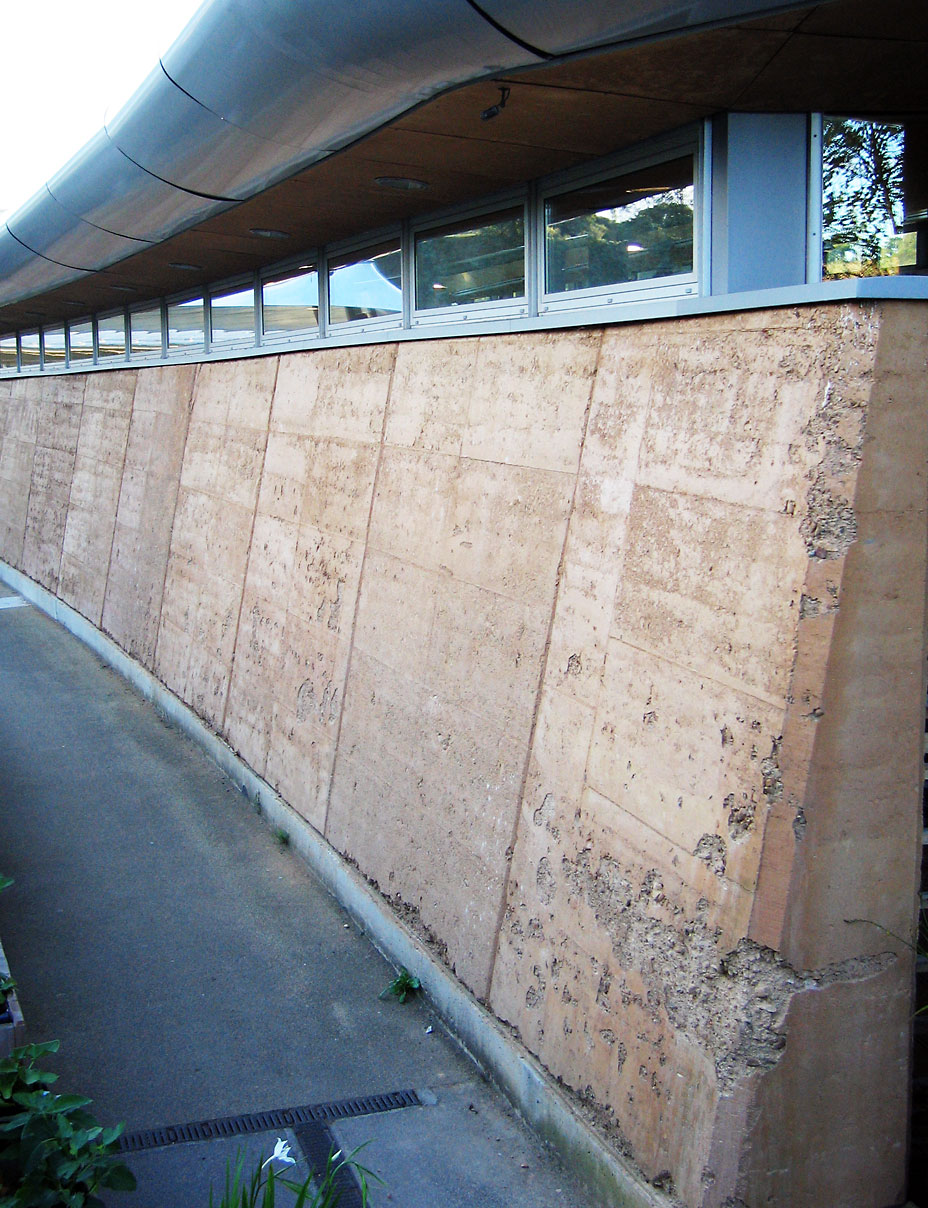
Mur en pisé, Eden Project, Cornouailles (Angleterre)

L'architecture contemporaine peut également utiliser la terre comme matériau de construction, dans divers pays du monde. Des exemples de bâtiments contemporains utilisant le pisé sont l'Eden Project (Cornouailles, Royaume-Uni) et le Nk'Mip Desert Cultural Centre (Colombie-Britannique, Canada).

## Constructions en terre au Cameroun

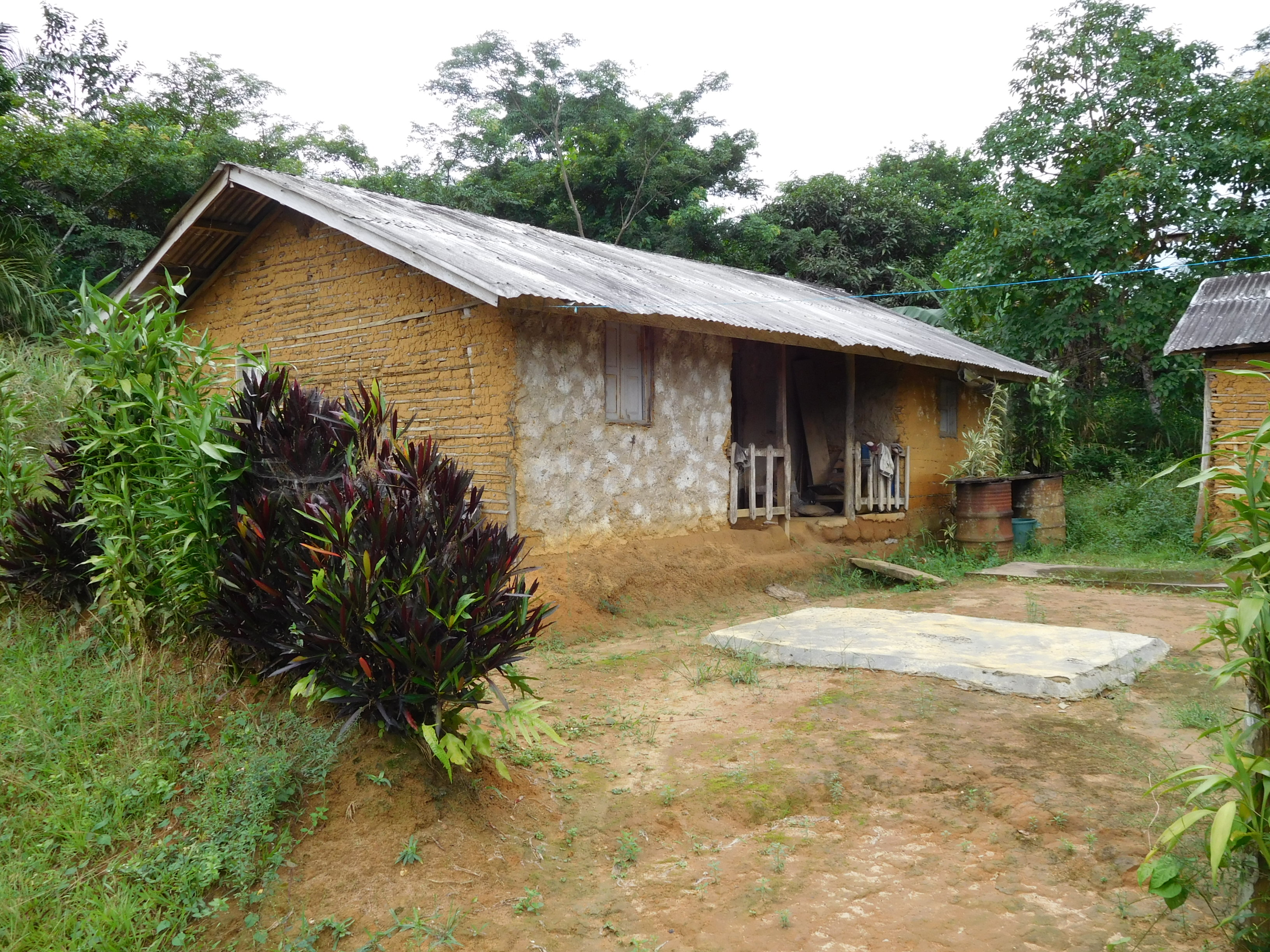
Maison rurale en adobe au Cameroun

Depuis des millénaires, l’architecture traditionnelle au Cameroun est ancrée sur le savoir-faire local et les matières premières disponibles. En milieu rural, l’habitat traditionnel fait à partir des matériaux locaux valorise la terre.